# هال ۹۰۰۰
هال ۹۰۰۰ (انگلیسی: HAL 9000) شخصیت تخیلی و هماورد در فیلم ۲۰۰۱: ادیسه فضایی است.